# Gaspard Fritz
Gaspard Fritz, Kaspar Friz (ur. 18 lutego 1716 w Genewie, zm. 23 marca 1783 tamże) – szwajcarski kompozytor pochodzenia niemieckiego.

## Życiorys
Uczył się w Turynie u Giovanniego Battisty Somisa. Był cenionym skrzypkiem, działał też jako pedagog. W 1756 roku występował w Concert Spirituel w Paryżu, gdzie wykonywał własne utwory. Był autorem sześciu symfonii, nawiązujących do twórczości szkoły mannheimskiej. Pisał także przeważnie trzyczęściowe sonaty, utrzymane w zachowawczym stylu barokowym, bez kontrastów tematycznych.